# Храм Смоленской иконы Божией Матери «Одигитрия» (Аксай)
Храм Смоленской иконы Божией Матери «Одигитрия» — православный храм в городе Аксай Ростовской области. Принадлежит Ростовской-на-Дону епархии Русской православной церкви.

## История
Третьим по счету храмом, построенным к 1897 году в станице Аксайской, был храм в честь иконы Божией Матери «Одигитрия». Его история связана с «Чудотворной Иконой Божией Матери».
В 1830 году, во время распространения холеры на Дону, по видению женщине явление иконы произошло в станице Аксайской (ныне город Аксай). Слух о чудотворной иконе распространился среди местных жителей. С иконой для избавление от холеры местные жители совершили крестный ход, который возглавил священник Тимофей Попов; сама икона была помещена в Троицкой церкви станицы.
В 1847 году, когда в Аксайской станице за день умирало по 100 человек, выборные от станичного общества попросили начальника Войскового штаба генерала М. Г. Хомутова вернуть Аксайскую икону из Новочеркасска в станицу. С разрешения Владыки Иоанна икону поставили в Троицкой церкви Аксая. Во её имя в 1848 году был устроен придел. После этого эпидемия с ещё большей силой вспыхнула в Новочеркасске. Тогда чудотворную икону вернули обратно в Новочеркасск. Для неё на площади, где ныне находится сквер перед Атаманским дворцом, была поставлена палатка со сквозным проходом. Народ круглосуточно шёл на поклонение Аксайской иконе.
5 августа 1851 года Государь Император Высочайше утвердил определение Святейшего Синода, касающегося учреждения крестного хода с иконой БогоМатери Одигитрия из Аксайской станицы в Новочеркасск с обратным перенесением её в Аксай. Поклонение Аксайской иконе совершалось в Донской области вплоть до 1920 года. Из Аксая в Новочеркасск и обратно икону сопровождали многотысячные крестные ходы. В годы Советской власти икона была утрачена.

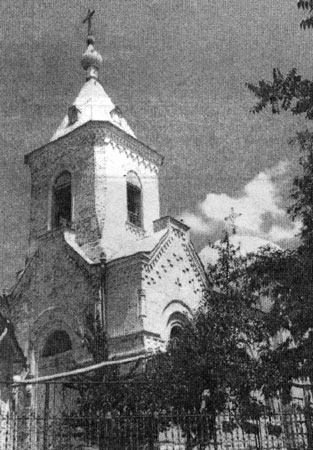
Церковь до революции

В станице Аксайской икона пребывала в Троицкой церкви, построенной священником Василием Петровым на средства прихожан. В Вознесенском соборе в Одигитриевском приделе постоянно находился также список с Аксайской чудотворной иконой Божией Матери. Поклонение Аксайской иконе совершалось в Донской области неизменно вплоть до 1920 года, соблюдалось расписание её перемещений. Многотысячные крестные ходы сопровождали икону из Аксая в Новочеркасск и обратно. С установлением советской власти следы иконы теряются. Не сохранились и чтимые списки, находившиеся в Троицкой церкви Аксай и в Новочеркасском Вознесенском соборе. Однако сохранился сам собор, где в барабане главного купола среди медальонов с изображениями особо чтимых икон Богородицы имеется хорошо сохранившееся изображение Аксайской иконы, которое является точным списком с оригинала.
В 1891 году на том месте, где была обретена Аксайская икон Божией Матери было решено поставить церковь. Средства на её строительство жертвовали станичники, сотник Лотошников пожертвовал участок земли и личные сбережения. Одигитриевский храм строился около шести лет. 6 ноября 1897 года викарий Донской епархии епископ Иоанн (Миролюбов) освятил храм. В строительстве храма принимала деятельное участие вдова сотника Лотошникова Надежда Ефимовна. Позднее были построены часовня, тризна и колокольня.
Богослужения в Свято-Одигитриевском храме прерывались в годы Великой Отечественной войны. В 1945 году храм отремонтировали, богослужения в нём продолжаются и поныне. В 2000-е годы храм отреставрировали, было благоустроено подворье.

## Духовенство
Протоиерей Александр Будков.(скончался 23.01.2017)
Протоиерей Андрей Мекушкин, настоятель с февраля 2017 года. Протоиерей Андрей Супрунов - настоятель с 2021 года.